# Liquid Tension Experiment (álbum)
Liquid Tension Experiment é o primeiro álbum gravado pelo grupo Liquid Tension Experiment, lançado em 1998. O álbum inteiro foi escrito e gravado em estúdio durante uma semana.

## Faixas
| N.º | Título                                  | Duração |  |
| 1.  | "Paradigm Shift"                        | 8:54    |  |
| 2.  | "Osmosis"                               | 3:26    |  |
| 3.  | "Kindred Spirits"                       | 6:29    |  |
| 4.  | "The Stretch"                           | 2:00    |  |
| 5.  | "Freedom of Speech"                     | 9:19    |  |
| 6.  | "Chris and Kevin's Excellent Adventure" | 2:21    |  |
| 7.  | "State of Grace"                        | 5:01    |  |
| 8.  | "Universal Mind"                        | 7:53    |  |
| 9.  | "Three Minute Warning (Pt. 1)"          | 8:20    |  |
| 10. | "Three Minute Warning (Pt. 2)"          | 4:02    |  |
| 11. | "Three Minute Warning (Pt. 3)"          | 5:18    |  |
| 12. | "Three Minute Warning (Pt. 4)"          | 4:20    |  |
| 13. | "Three Minute Warning (Pt. 5)"          | 6:31    |  |